# Wattis Institute for Contemporary Arts

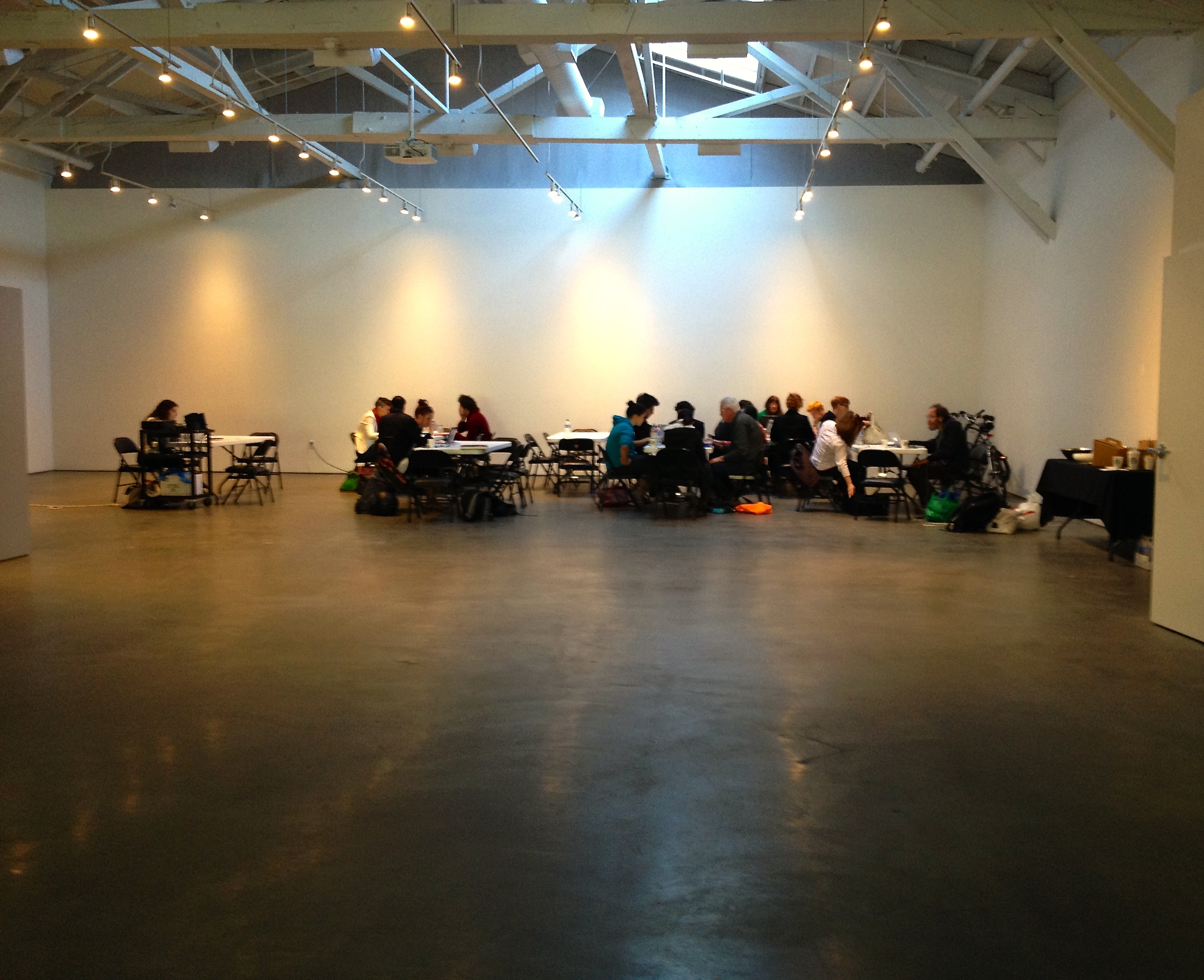
Wikipedia ArtAndFeminism Meetup på Wattis Institute for Contemporary Arts 2014

Wattis Institute for Contemporary Arts är en amerikansk konsthall och ett centrum för samtida konst, vilket är en del av California College of the Arts i San Francisco i Kalifornien. 
Wattis Institute for Contemporary Arts grundades 1998 på initiativ av konsthistorikern Lawrence Rinder som CCAC Institute of Exhibitions and Public Programming. Det namnändrades till Wattis Institute for Contemporary Arts 2002 efter konstmecenaten Phyllis C. Wattis (omkring 1905–2002). Det bedriver utställningsverksamhet och konstnärlig forskning om samtida konstnärer och deras verk. 
Från 2013 ligger institutet i en egen byggnad vid Kansas Street i närheten av California College of the Arts. Efter Larry Rinder leddes det av Ralph Rugoff 2000–2006 och därefter av kuratorn Jens Hoffmann 2006–2012 och av kuratorn Anthony Huberman från 2013.